# Trimethylsulfoniumbromid
Trimethylsulfoniumbromid ist ein Sulfoniumsalz.

## Herstellung
Trimethylsulfoniumbromid kann durch Reaktion von Dimethylsulfoxid mit Ethylbromacetat oder ω-Bromacetophenon erhalten werden.
Die Kornblum-Oxidation ist eine Reaktion bei der gewöhnlich eine Halogenverbindung durch Dimethylsulfoxid oxidiert wird, wobei durch wässrige Aufarbeitung ein Aldehyd erhalten wird, beispielsweise Benzaldehyd aus Benzylbromid. Unter wasserfreien Bedingungen wird jedoch stattdessen Trimethylsulfoniumbromid erhalten, vermutlich durch intermediär gebildetes Dimethylsulfid und Methylbromid.

## Eigenschaften und Reaktionen
Trimethylsulfoniumbromid kristallisiert im monoklinen Kristallsystem in der Raumgruppe P21/m mit den Gitterparametern a = 5,766 Å; b = 7,460 Å, c = 7,267 Å und β = 92,45° sowie zwei Formeleinheiten pro Elementarzelle.
Gemische mit Aluminiumbromid und Bromwasserstoff weisen eine extrem hohe Säurestärke auf und ermöglichen die (fast) vollständige Protonierung von wenig reaktiven Kohlenwasserstoffen wie Mesitylen, Fluoren und Toluol. In Abwesenheit von Basen zersetzt sich Trimethylsulfoniumbromid nicht durch Solvolyse, sondern durch Reaktion von Kation und Anion, wobei Dimethylsulfid und Methylbromid gebildet werden.
Aldehyde können durch Umsetzung mit Trimethylsulfoniumbromid und Kaliumhydroxid in Epoxide überführt werden.